# وهيب عجمي
وهيب عجمي (مواليد بلدة معركة عام 1950 - ) شاعر لبناني معاصر، له العديد من المؤلفات والدواوين، وهو أستاذ ثانوي ومُجاز في الأدب العربي والدراسات العليا، عضو إتحاد الكتَّاب اللبناني والعربي.

## الدواوين المنشورة
له 11 ديوان وهي:
- الأصابع المحروقة
- أنتم عقلاء وأنا المجنون
- البركان
- القارعة
- قانا وتوبة السكين
- فتاة الضوء
- علّميني
- من الشمس هوت
- اعيدوني إلى أمي
- بحر اللهب
- الأرض روحي